# Voltammetria
La voltammetria è una categoria di metodi elettroanalitici usati in chimica analitica e in vari processi industriali; in voltammetria viene misurata l'intensità di corrente elettrica che scorre all'interno di una cella elettrochimica al variare della differenza di potenziale imposta ai capi della cella. Da tali misurazioni è possibile determinare la natura e la quantità dell'analita posto all'interno della cella elettrochimica.
Il premio Nobel cecoslovacco Jaroslav Heyrovský fu l'ideatore di questo campo di analisi elettrochimica.
Il termine "voltammetria" è un'abbreviazione di "voltamperometria" e deriva dai nomi delle unità di misura coinvolte in tale tecnica, cioè il volt (utilizzato per misurare la differenza di potenziale elettrico) e l'ampere (utilizzato per misurare l'intensità di corrente elettrica).

## Apparecchiatura utilizzata

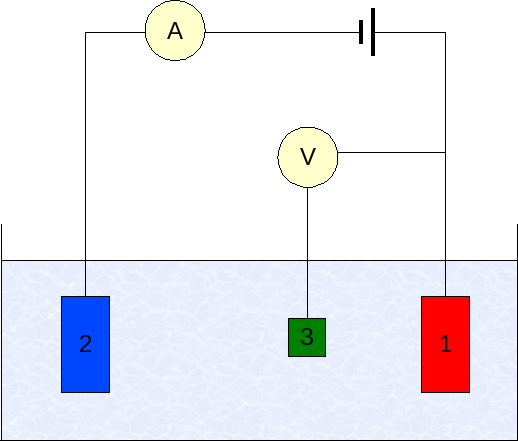
Rappresentazione di una cella a 3 elettrodi:
1) elettrodo di lavoro
2) elettrodo ausiliario
3) elettrodo di riferimento.

La cella elettrochimica utilizzata in voltammetria è costituita da due elettrodi (un elettrodo di lavoro e un elettrodo di riferimento) immersi in una soluzione elettrolitica, rappresentata dalla specie chimica da analizzare (ione o molecola) disciolta in un elettrolita di supporto inerte. Spesso è presente anche un terzo elettrodo, detto elettrodo ausiliario; in quest'ultimo caso il controelettrodo funge da elettrodo di riferimento.
L'elettrodo di lavoro può essere un elettrodo statico, un elettrodo rotante, un elettrodo a goccia di mercurio (DME) o un elettrodo a goccia pendente di mercurio (HDME).
In voltammetria vengono utilizzati elettrodi di lavoro aventi un'area superficiale molto piccola, determinando una quantità di materiale reagente all'elettrodo trascurabile e una densità di corrente elevata. In tale maniera il processo cineticamente controllante è quello che avviene all'elettrodo di lavoro.

## Tecniche voltammometriche
- Voltammetria a scansione lineare
- Voltammetria a variazione graduale
- Voltammetria ad onda quadra
- Ciclovoltammetria - Metodo voltammometrico per la determinazione del coefficiente di diffusione e il potenziale di riduzione formale dell'analita.
- Voltammetria di ridissoluzione anodica - Metodo analitico quantitativo per analisi di tracce.
- Voltammetria di ridissoluzione catodica - Metodo analitico quantitativo per analisi di tracce.
- Voltammetria di adsorbimento e ridissoluzione - Metodo analitico quantitativo per analisi di tracce.
- Voltammetria a corrente alternata
- Polarografia - sottoclasse della voltammetria dove l'elettrodo di lavoro è un elettrodo a goccia di mercurio,[2] utile per il largo intervallo catodico coperto e la superficie rinnovabile.
- Voltammetria ad elettrodo rotante - Tecnica idrodinamica utile per lo studio della cinetica e termodinamica delle semireazioni elettrochimiche.
- Voltammetria ad impulsi tradizionale
- Voltammetria ad impulsi differenziali
- Cronoamperometria

## Convenzioni
Nei voltammogrammi (che indicano l'intensità di corrente in funzione del potenziale) l'asse delle ascisse può essere rivolto verso sinistra (secondo la convenzione "americana" o "polarografica") o verso destra (secondo la convenzione "Europea"). La IUPAC adotta la convenzione europea.